# Bracon tobiasi
Bracon tobiasi är en stekelart som beskrevs av Papp 1965. Bracon tobiasi ingår i släktet Bracon och familjen bracksteklar. Inga underarter finns listade.